# 2003 în jocuri video
Acest articol prezintă evenimente importante legate de jocuri video din anul 2003. Vezi și istoria jocurilor video.
Anul 2003 a fost unul remarcabil în industria jocurilor video, marcat de lansări importante, inovații tehnologice și evenimente memorabile. Acesta a fost un an în care mai multe francize populare au continuat să evolueze, iar noi titluri au captivat imaginația jucătorilor din întreaga lume.

## Lansări Majore

### Call of Duty
Lansat în octombrie 2003, primul joc din seria Call of Duty a fost dezvoltat de Infinity Ward și publicat de Activision. Jocul a fost remarcabil pentru realismul său și pentru experiența captivantă a războiului din Al Doilea Război Mondial. Call of Duty a primit aprecieri unanime din partea criticilor și a jucătorilor, fiind considerat un punct de referință în genul shooter-elor de primă persoană.

### Star Wars: Knights of the Old Republic
Dezvoltat de BioWare și lansat de LucasArts, Knights of the Old Republic (KOTOR) a debutat în iulie 2003 pe Xbox și ulterior pe PC. Acest RPG a fost aplaudat pentru povestea sa profundă, personajele memorabile și sistemul de luptă strategic. KOTOR a câștigat numeroase premii și a stabilit standarde noi pentru jocurile de rol bazate pe universul Star Wars.

### Prince of Persia: The Sands of Time
Ubisoft a revitalizat seria Prince of Persia cu lansarea The Sands of Time în noiembrie 2003. Jocul a fost lăudat pentru mecanica sa inovatoare de manipulare a timpului, designul elegant al nivelelor și povestea captivantă. The Sands of Time a influențat profund jocurile de acțiune-aventură care au urmat.

### The Legend of Zelda: The Wind Waker
Lansat pe Nintendo GameCube în martie 2003, The Wind Waker a fost apreciat pentru grafica sa cel-shaded unică și pentru aventurile sale pe mare. Deși a avut parte de controverse inițiale din cauza stilului artistic diferit, jocul a fost ulterior recunoscut ca unul dintre cele mai bune titluri din seria Zelda.

### Max Payne 2: The Fall of Max Payne
Dezvoltat de Remedy Entertainment și publicat de Rockstar Games, Max Payne 2 a continuat povestea detectivului Max Payne într-un stil noir modern. Lansat în octombrie 2003, jocul a fost apreciat pentru narativa sa puternică, gameplay-ul cinematic și îmbunătățirile aduse mecanicii de joc.

## Inovații Tehnologice și Tendințe

### Progresul în Grafică și Fizică
Anul 2003 a fost marcat de avansuri semnificative în tehnologia grafică și în simularea fizicii. Engine-ul Havok Physics a început să fie adoptat pe scară largă, permițând o simulare mai realistă a obiectelor și a interacțiunilor acestora în jocuri. Jocurile au devenit mai imersive, cu medii mai detaliate și mai interactive.

### Creșterea Jocurilor Online
Jocurile online au continuat să câștige popularitate, în special datorită titlurilor precum EverQuest și World of Warcraft (care avea să fie lansat în 2004). Jocurile multiplayer online au devenit o parte esențială a peisajului gaming-ului, creând comunități globale de jucători.

### Expansiunea Consolelor
Consola PlayStation 2 a continuat să domine piața, dar și GameCube și Xbox au câștigat teren. Fiecare consolă avea exclusivități care atrăgeau diferite segmente de jucători, contribuind la diversificarea și extinderea industriei.

## Evenimente Notabile

### E3 2003
Expoziția Electronic Entertainment Expo (E3) din 2003 a adus în prim-plan numeroase titluri și inovații. Evenimentul a servit ca o platformă pentru dezvoltatori și editori de a-și prezenta cele mai noi proiecte, consolidându-și astfel poziția ca unul dintre cele mai importante evenimente anuale din industria jocurilor video.

### Formarea ESRB în Europa
În 2003, a fost creată Pan European Game Information (PEGI) ca un sistem de clasificare a conținutului jocurilor video, similar cu ESRB din America de Nord. Aceasta a standardizat evaluarea jocurilor video în Europa, oferind ghiduri clare privind adecvarea conținutului pentru diferite grupe de vârstă.

## Impact Cultural și Social

### Jocurile Video ca Formă de Artă
Dezbaterea privind jocurile video ca formă de artă a continuat în 2003, pe măsură ce titluri precum The Wind Waker și Knights of the Old Republic au demonstrat capacitatea acestora de a spune povești complexe și de a crea experiențe emoționale profunde. Academia de Artă Interactivă și Științe (AIAS) a recunoscut din ce în ce mai mult jocurile video ca o formă legitimă de expresie artistică.

### Consolidarea Comunitaților de Jucători
Jocurile online și forumurile de discuții au contribuit la formarea unor comunități puternice de jucători. Aceste platforme au permis schimbul de idei, strategii și experiențe, îmbogățind astfel cultura jocurilor video.

### Influența în Alte Medii
Succesul și popularitatea jocurilor video din 2003 au avut un impact semnificativ asupra altor forme de divertisment. Adaptările cinematografice și serialele TV inspirate din jocuri video au început să fie explorate mai intens, reflectând influența crescândă a acestei industrii.

## Concluzie
Anul 2003 a fost unul pivotal pentru industria jocurilor video, aducând atât inovații tehnologice, cât și lansări memorabile care au modelat peisajul gaming-ului pentru anii ce au urmat. Cu titluri care au definit genuri și au ridicat standardele în domeniu, 2003 rămâne un an de referință în istoria jocurilor video.